# 상신웨
상신웨(중국어: 尚新月, 병음: Shàng Xīnyuè, 한자음: 상신월, 2001년 2월 19일 ~ )는 중국의 배우이다.

## 출연작
- 2023년 유쿠 웹드라마 《양방리적묘선생》- 치칭 역
- 2023년 아이치이 웹드라마 《화강호지환세문생》- 두란 역
- 2023년 유쿠 웹드라마 《안락전》- 원금 역
- 2024년 유쿠 웹드라마 《주렴옥막》- 월운수 역